# Nathan Sivin
Nathan Sivin, né le 11 mai 1931 à Philadelphie et mort le 24 juin 2022, également connu sous le nom chinois de Xiwen (chinois traditionnel : 席文) est un auteur, universitaire, sinologue, historien, essayiste et professeur émérite américain à l'université de Pennsylvanie. Il réside à Philadelphie avec sa femme, l'artiste Carole Sivin.
L'essentiel des études de la carrière et des publications de Sivin concernent l'histoire des sciences et technologies en Chine, la médecine traditionnelle chinoise, la philosophie chinoise et les croyances religieuses chinoises. Il parle quatre langues étrangères et a voyagé dans différents pays, sur quatre continents, à de nombreuses reprises dans les années 1960. Dans ses écrits, il collabore également avec de nombreux universitaires, tels que G.E.R Lloyd et Joseph Needham.

## Éducation et carrière
De 1954 à 1956, Sivin est inscrit à un programme de langues de 18 mois en chinois au Defense Language Institute. Il reçoit ensuite un baccalauréat universitaire ès sciences au MIT en juin 1958. Il est ensuite diplômé d'une maîtrise universitaire ès lettres en histoire des sciences à l'université Harvard en 1960 et son Philosophiæ doctor en histoire des sciences à l'université Harvard en 1966. Il reçoit une maîtrise universitaire honoraire à l'université de Pennsylvanie.
En 1966, au MIT, Nathan Sivin est professeur assistant en sciences humaines, professeur associé en 1969 et professeur de 1972 à 1977. Il déménage ensuite à l'Université de Pennsylvanie pour devenir professeur de culture chinoise et d'histoire des sciences.
Nathan Sivin a étudié à l'étranger à de nombreuses reprises. D'octobre 1961 à août 1962, il étudie le chinois et la philosophie chinoise à Taipei, à Taïwan. D'août 1962 à mars 1963, il étudie l'histoire de l'alchimie chinoise à Singapour, où il est également conférencier invité. Dans les années 1960 et jusqu'aux années 1980, il est un visiteur avide de Kyoto au Japon, où il officie en tant que professeur visiteur, étudie au Research Institute of Humanistic Studies et étudie l'astronomie chinoise, l'alchimie et la médecine. Entre 1974 et 2000, il effectue de nombreux voyages à Cambridge pour étudier l'astronomie chinoise, visitant le Gonville and Caius College, le Needham Research Institute et le St. John's College. À partir du début des années 1970 jusqu'à la fin des années 1990, il voyage à plusieurs reprises en république populaire de Chine. En septembre 1979, il participe à des séminaires à l'École pratique des hautes études de Paris, et au Sinologisches Seminar de l'université de Wurtzbourg en Allemagne en 1981. Nathan Sivin parle également plusieurs langues étrangères, dont le chinois, le japonais, l'allemand et le français.
Avec de nombreuses responsabilité à l'Université de Pennsylvanie, tout au long de sa carrière Sivin est également membre de différents sociétés et comités. Parmi eux, on trouve l'American Society for the Study of Religion, la Philomathean Society, l'Académie Internationale d'Histoire des Sciences, la T'ang Studies Society et d'autres. 
En plus de ses nombreuses publications depuis les années 1960, Nathan Sivin a également écrit de nombreux essais. Il a également donné plus de 200 lectures à travers l'Europe, l'Asie, l'Australie et l'Amérique du Nord. Il travaille actuellement sur plusieurs projets dont une biographie du scientifique polymathe de la dynastie Song Shen Kuo et à une traduction en Anglais d'un traité calendaire de la dynastie Yuan publié en 1279.

## Ouvrages
Dans un aperçu statistique dérivé des écrits de et sur Nathan Sivin, OCLC/WorldCat inclut environ 50  ouvrages dans plus de 80 publications dans 7 langues et plus de 4 000 références bibliographiques.
- 1968. Chinese Alchemy: Preliminary Studies. Harvard Monographs in the History of Science, 1. Cambridge, MA: Harvard University Press. traduction chinoise, Taipei: National Translation Bureau, 1973.
- 1969. Cosmos and Computation in Early Chinese Mathematical Astronomy. Leiden: E. J. Brill.
- 1973. Chinese Science: Explorations of an Ancient Tradition. MIT East Asian Science Series, 2. Édité par Shigeru Nakayama & N.S. Cambridge, MA: MIT Press.
- 1977. Science and Technology in East Asia. Articles de Isis, 1913–1975. Sélectionnés et édités par N.S. New York: Science History Publications.
- 1979. Astronomy in Contemporary China. Rapport de voyage de l'American Astronomy Delegation. Par 10 membres de la délégation. CSCPRC Reports, 7. Washington, DC: National Academy of Sciences.
- 1980. Science and Civilisation in China. Vol. 5, Part 4. Chemical Discovery. Par Joseph Needham, Lu Gwei-djen, Ho Ping-yu, & N.S. Cambridge, England: At the University Press.
- 1984. Chūgoku no Kopernikusu (Copernicus in China), trans. Nakayama Shigeru & Ushiyama Teruyo 牛山輝代.
- 1985. Chūgoku no renkinjutsu to ijutsu (Chinese alchemy and medicine), trad. Nakayama & Ushiyama.
- 1987. Traditional Medicine in Contemporary China. Science, Medicine and Technology in East Asia, 2. Ann Arbor: University of Michigan, Center for Chinese Studies.
- 1988. Contemporary Atlas of China. Boston: Houghton Mifflin. Consulting Editor. traduction de l'Allemand : Bildatlas China. München: Südwest, 1989.
- 1989. Science and Medicine in Twentieth-Century China: Research and Education, ed. John Z. Bowers, William J. Hess, & N.S. Science, Medicine, and Technology in East Asia, 3. Ann Arbor: Center for Chinese Studies, University of Michigan.
- 1995. Science in Ancient China. Researches and Reflections. Variorum Collected Studies Series. Aldershot, Hants: Variorum.
- 1995. Medicine, Philosophy and Religion in Ancient China. Researches and Reflections. Variorum Collected Studies Series.
- 1996. History of Humanity. Scientific and Cultural Development. Vol. III. From the Seventh Century BC to the Seventh Century AD, ed. J. Herrmann & E. Zürcher. Paris: UNESCO.
- 2000. Science and Civilisation in China. Vol. 6, pt. 6. Medicine.
- 2002. The Way and the Word. Science and Medicine in Early Greece and China (avec Sir Geoffrey Lloyd). Yale University Press.

## Source
- (en) Cet article est partiellement ou en totalité issu de l’article de Wikipédia en anglais intitulé « Nathan Sivin » (voir la liste des auteurs).